# Sharon Twomey
Sharon Twomey (* 21. Juli 1964, auch als Sharon Marino bekannt) ist eine irische Schauspielerin. Sie wirkte vor allem in italienischen Film- und Serienproduktionen mit.

## Leben
Twomey wurde am 21. Juli 1964 in Irland geboren. Neben ihrer Muttersprache Englisch besitzt sie gute Sprachkenntnisse in Altirisch, Italienisch und Spanisch. Mit 24 Jahren erhielt sie im Film Ein Fisch namens Wanda eine Nebenrolle als junior Barrister. Im selben Jahr war sie in einer Episode der Fernsehserie Der Doktor und das liebe Vieh in der größeren Episodenrolle der Molly McFeely zu sehen. 1989 hatte sie eine Episodenrolle in der Fernsehserie Young Charlie Chaplin inne. 1992 folgte eine der Hauptrollen als Irene im Erotikfilm The Smile of the Fox an der Seite von Debora Caprioglio und Steve Bond. Eine weitere Hauptrolle spielte sie im Horrorfilm Creatures from the Abyss als Margareth. In einem Cast von überwiegend Laiendarstellern, nahm ihre Rolle einen wichtigen Part in der Handlung ein. Drei Jahre später war sie in der Fernsehserie Glenroe in einer Episode als Linda Murnaghan zu sehen. Nach gut acht Jahren Abstand vom Filmschauspiel, wirkte sie 2005 in einer Episode der Fernsehserie Il giudice Mastrangelo in der Rolle der Jane Allison mit. Ab dem Folgejahr bis einschließlich 2010 war sie in insgesamt 13 Episoden der Fernsehserie Capri als Jane zu sehen.

## Filmografie (Auswahl)
- 1988: Ein Fisch namens Wanda (A Fish Called Wanda)
- 1988: Der Doktor und das liebe Vieh (All Creatures Great and Small, Fernsehserie, Episode 5x07)
- 1989: Young Charlie Chaplin (Fernsehserie, Episode 1x01)
- 1992: The Smile of the Fox (Spiando Marina)
- 1994: Creatures from the Abyss (Plankton)
- 1997: Glenroe (Fernsehserie, Episode 14x18)
- 2005: Il giudice Mastrangelo (Fernsehserie, Episode 1x04)
- 2006–2010: Capri (Fernsehserie, 13 Episoden)